# 史密爾·葛農
史密爾·葛農 （希伯來語：‎，1930年—1991年9月30日）為以色列的一位將軍，六日戰爭擔任第七裝甲旅指揮官，贖罪日戰爭擔任以色列國防軍南方戰線指揮官。
史密爾·葛農1930年生於波兰第二共和国维尔纽斯，3歲時隨家人移居巴勒斯坦託管地。史密爾·葛農14歲時加入以色列國防軍的前身哈加纳，投身第一次中東戰爭。戰爭勝利後，史密爾·葛農留在以色列國防軍。
贖罪日戰爭時，史密爾·葛農任南方戰線指揮官。戰後，史密爾·葛農被公眾和媒體要求對贖罪日戰爭中以軍不利的處境負責。史密爾·葛農後來離開了以色列，移居非洲經商。1991年，史密爾·葛農於義大利米蘭逝世，葬於以色列基里亞特·沙烏爾軍事公墓。